# Olejek terpentynowy
Olejek terpentynowy, terpentyna oczyszczona, dawn. terpentyna francuska – bezbarwna, ruchliwa i lotna ciecz o charakterystycznym sosnowym zapachu i temperaturze wrzenia 150–160 °C. Produkowana jest z terpentyny za pomocą pojedynczej lub podwójnej rektyfikacji. Od zwykłej terpentyny różni się większą lotnością, a przede wszystkim czystością – zwykła terpentyna, zwłaszcza produkowana metodami ekstrakcyjnymi, zawiera pewną ilość ciał trudnolotnych, po odparowaniu tworzących mazistą, wolno schnącą pozostałość.
Olejek terpentynowy ma podobne własności jak terpentyna, jednak ze względu na wyższą cenę i trudniejszą dostępność jest rzadziej stosowany, głównie do celów artystycznych i farmaceutycznych. Jest o wiele lepszym rozpuszczalnikiem do sporządzania werniksów niż terpentyna, stosowany jest także w konserwacji obrazów jako zmywacz, rozpuszczalnik i neutralne medium.
W medycynie stosowany jest obecnie prawie wyłącznie do nacierań; dawniej miał szerokie zastosowanie przy produkcji maści, kataplazmów itp. leków zewnętrznych.
Opary olejku terpentynowego, podobnie jak terpentyny, mają słabe działanie psychoaktywne, a w większym stężeniu mogą być szkodliwe dla zdrowia (uszkodzenia nerek, wątroby i ośrodkowego układu nerwowego).
Olejek terpentynowy powinien być przechowywany w szczelnych naczyniach z ciemnego szkła, a przy dłuższym przechowywaniu – w całkowitej ciemności, ze względu na skłonność większości terpenów (których jest mieszaniną) do polimeryzacji i/lub utleniania pod wpływem światła; powstające politerpeny i alkohole znacznie pogarszają jakość olejku, a nawet uniemożliwiają jego użycie np. do celów konserwatorskich.